# Ottati
Ottati (Uttàtë in dialetto cilentano) è un comune italiano di 568 abitanti della provincia di Salerno in Campania.

## Geografia fisica
Ottati si trova inserita nel contesto naturalistico del Parco nazionale del Cilento, Vallo di Diano e Alburni, alle pendici meridionali dei Monti Alburni.
Sorge sulla strada provinciale n. 12 che collega Castelcivita a Corleto Monforte. I comuni più vicini sono nell'ordine Sant'Angelo a Fasanella, Aquara e Castelcivita.
- Classificazione sismica: zona 2 (sismicità media), Ordinanza PCM. 3274 del 20/03/2003.

## Storia
Il comune di Ottati si trova nel Parco Nazionale del Cilento, Vallo di Diano e monti Alburni alle pendici del Massiccio degli Alburni, a metri 530 sul livello del mare.
È dominato sul versante Nord da una rupe che lo protegge dai rigori del clima invernale e sulla quale si notano le grotte abitate dai monaci basiliani poi adibite a ricoveri per greggi e pastori, la più conosciuta e la grotta di S. Croce, oggi del tutto abbandonate.
Il paese fu fondato nell'anno 1100.
Secondo quanto riportato dal notaio Vincenzo Fasano, in una sua memoria inedita ma molto diffusa nel diciottesimo secolo nei paesi limitrofi, Ottati esisteva già nel 1195. A tal proposito sono in molti i teorici che ipotizzano che le prime abitazioni del centro sorsero intorno all'anno 1000.
Molto probabilmente un gran numero di pastori e mandriani del territorio di Fasanella, essendo questa zona assai ricca di pascoli, vi costruirono nel tempo alcune abitazioni che, aumentando di numero, diedero origine al primo centro abitato. Da questo presupposto deriva anche il nome di Ottati, che dal latino, optatus, sta ad indicare che i pastori optarono per tale luogo ben adatto alla pastorizia.
Indipendentemente da tale presupposto storico, con maggiore certezza si fanno risalire le origini medievali del paese intorno al XIII secolo. Ottati fu dapprima feudo di Capece Galeota, in seguito proprietà di numerose famiglie nobili. Risorse dalle macerie a cui lo ridusse Federico II di Svevia e nel 1700 il borgo appartenne alla potente famiglia dei Caraguso-Mariconda.
Dal 1811 al 1860 ha fatto parte del circondario di Sant'Angelo a Fasanella, appartenente al Distretto di Campagna del Regno delle Due Sicilie.
Dal 1860 al 1927, durante il Regno d'Italia ha fatto parte del mandamento di Sant'Angelo a Fasanella, appartenente al Circondario di Campagna.

### Simboli
Lo stemma e il gonfalone del comune di Ottati sono stati concessi con decreto del presidente della Repubblica del 18 marzo 2020.
Il gonfalone è un drappo partito di azzurro e di bianco.

## Monumenti e luoghi d'interesse
- Chiesa dell'Annunziata con portale in pietra del 1618
- Convento dei Domenicani (1480)
- Santuario della Madonna del Cardoneto, con statua della Madonna del XV sec.
- Antiche rovine di Civita (anno 1000) - insediamento rurale (Colle Civita)
- Sentiero che dal paese porta alla vetta del Monte Panormo
- Rifugio Panormo
- Sorgente Auso
- Centro storico ed antichi portali
- Murales
- Chiesa di San Donato
- Chiesa della Madonna delle Grazie (1500)
- Chiesa di San Biagio (dove si conserva una reliquia del Santo)
- Convento dei Cappuccini

## Società

### Evoluzione demografica
A partire dagli anni sessanta Ottati ha subito una continua emigrazione verso Salerno ed i grandi poli industriali del nord Italia. Tale calo della popolazione è ancora in corso a causa della scarsità di giovani coppie che stabiliscono la loro dimora nel paese.
Abitanti censiti

### Etnie e minoranze straniere
Al 31 dicembre 2007 ad Ottati risultavano residenti 31 cittadini stranieri.

### Religione
La maggioranza della popolazione è di religione cristiana di rito cattolico; il comune appartiene alla diocesi di Teggiano-Policastro con una parrocchia:
- San Biagio

## Geografia antropica

### Frazioni
In base al 14º Censimento Generale della Popolazione e delle Abitazioni, l'unica località abitata è:
- Chiaie: 33 abitanti, 550 m s.l.m.

Altra località comunale, ma non censita dall'Istat, è Bivio San Vito, costituita da un gruppo di case sparse e cascinali, presso Aquara.

## Infrastrutture e trasporti

### Principali arterie stradali
- Strada provinciale 12/b Bivio S.Vito-Ottati-S.Angelo a Fasanella-Corleto Monforte-Cimitero di Corleto.
- Strada Provinciale 179 Innesto SP 12-Ottati.

## Amministrazione

### Sindaci
| Periodo          | Periodo          | Primo cittadino       | Partito                                | Carica                    | Note |
| ---------------- | ---------------- | --------------------- | -------------------------------------- | ------------------------- | ---- |
| 23 aprile 1995   | 13 giugno 1999   | Alessandro Capozzoli  | centro-sinistra                        | Sindaco                   |      |
| 13 giugno 1999   | 12 giugno 2004   | Filippo Pugliese      | centro-destra                          | Sindaco                   |      |
| 13 giugno 2004   | 3 dicembre 2005  | Carmine Tizio         | lista civica                           | Sindaco                   |      |
| 28 dicembre 2005 | 28 maggio 2006   | Rosa Maria Falasca    | -                                      | commissario straordinario |      |
| 29 maggio 2006   | 18 febbraio 2009 | Pasquale Marino       | lista civica di centro-sinistra        | Sindaco                   |      |
| 18 febbraio 2009 | 6 giugno 2009    | Raffaella De Asmundis | -                                      | commissario straordinario |      |
| 7 giugno 2009    | 25 maggio 2014   | Serafino Pugliese     | lista civica                           | Sindaco                   |      |
| 25 maggio 2014   | 26 maggio 2019   | Eduardo Doddato       | lista civica Partecipazione e Sviluppo | Sindaco                   |      |
| 26 maggio 2019   | in carica        | Elio Guadagno         | lista civica Ottati Prima di Tutto     | Sindaco                   |      |

### Altre informazioni amministrative
Il comune fa parte della Comunità montana Alburni.
Le competenze in materia di difesa del suolo sono delegate dalla Campania all'Autorità di bacino interregionale del fiume Sele.